# Нью-рейв
Нью-рейв (англ. new rave, также neu-rave или nu-rave) — музыкальный жанр, отличающийся смесью насыщенного электронного звучания новой волны с элементами альтернативного рока, диско, эйсид-хауса и других стилей. В целом нью-рейв достаточно разносторонний жанр и постоянно трансформируется; со временем в нём появляются новые элементы и сочетания разных стилей. Как самостоятельное течение нью-рейв развился в Великобритании в 2006 году с появлением группы Klaxons.

## Особенности
Нью-рейв во многом схож дэнс-панком и электроклэшем. Сам термин «нью-рейв» родился не в среде музыкантов. Во многом его широкое распространение состоялось благодаря журналу New Musical Express, журналисты которого хотели определением «нью-рейв» описать звучание нового стиля, сочетавшего в себе элементы новой волны и электронной музыки.
Одна из главных составляющих нью-рейв сцены — особая эстетика, разделяющая многие черты рейв-культуры 90-х. Её самые узнаваемые атрибуты — психоделические визуальные эффекты, неоновый свет и всяческие светящиеся гаджеты, кислотные цвета, черепа́ и многое другое. В песнях обычно поднимаются темы, получившие особое распространение в культуре 1970-х, 1980-х, 1990-х годах.